# Bitcoin
Bitcoin (valutaforkortelse: BTC eller XBT) er et online betalingssystem og en decentraliseret virtuel valuta. Selvom bitcoin som betalingsmiddel kun accepteres ganske få steder, er den populær som investeringsobjekt og er verdens mest kendte kryptovaluta. Det blev opfundet af den anonyme Satoshi Nakamoto, som offentliggjorde sin opfindelse i 2008 og efterfølgende udgav systemet som open source i 2009. Systemet er peer-to-peer, så brugere kan indgå i transaktioner med hinanden uden mellemled som pengeinstitutter eller centralbanker. Den maksimale mængde af bitcoins i cirkulation er begrænset til 21.000.000. Bitcoin bliver derfor ofte refereret til som digitalt guld, på baggrund af dens meget begrænsede mængde. En bitcoin kan deles helt ned til 8 decimaler, også kendt som en satoshi. Skabelsen af nye bitcoin og godkendelsen af transaktioner bliver i bitcoin-systemet håndteret kollektivt i et netværk af computere ved hjælp af kryptografiske algoritmer. Som følge heraf er bitcoin i modsætning til traditionelle valutaer hverken reguleret eller underlagt beskyttelsesregler i lovgivningen på dansk og europæisk plan. Økonomer og bankfolk har gennem tiden vurderet bitcoins fremtid til at være yderst tvivlsom og sammenlignet den med en lottokupon. Den danske nationalbankdirektør Lars Rohde advarede i december 2017 mod at anvende bitcoin, som han hverken fandt velegnet som betalingsmiddel eller investering. Han kaldte den digitale valuta for en økonomisk boble, der var ude af kontrol, og sammenlignede den med den hollandske tulipanboble i 1600-tallet, en af verdenshistoriens kendteste finansielle bobler. Selve teknologien bag bitcoin, især den såkaldte blokkæde, anses dog for at være lovende i flere økonomiske og finansielle sammenhænge.

## Oprindelse
Bitcoin blev opfundet af Satoshi Nakamoto, som udgav en artikel den 31. oktober 2008 med titlen "Bitcoin: A Peer-to-Peer Electronic Cash system". Systemet, der bygger videre på flere tidligere idéer, blev udgivet som open source i januar 2009. Bitcoin er en af de første kryptovalutaer efter forgængere som David Chaums ecash, der havde sin første transaktion i 1994, og OpenCoin, som nu hedder Ripple, der havde programmel før november 2008. Ydermere kan man drage paralleller fra Bitcoin til det tidligere projekt kaldet bit gold.
Den første til at modtage bitcoin var programmøren Hal Finney, som tidligere havde skabt et lignende system kaldet RPOW. Finney hentede softwaren på åbningsdagen og modtog 10 BTC fra Satoshi Nakamoto. Blandt andre tidlige tilhængere var Wei Dai, skaberen af forgængeren b-money, og Nick Szabo, skaberen af forgængeren bit gold. Der har været megen spekulation om, hvorvidt Satoshi Nakamoto i virkeligheden var en af disse personer. Det såkaldte hashcash-system, som bitcoin anvender, blev foreslået af Adam Back i 1997.

## Hvordan systemet fungerer
Processen, der udvinder nye bitcoin samt regler og formater for transaktioner med den digitale valuta, er beskrevet i den såkaldte Bitcoin Protocol. Protokollen opdateres og ændres løbende af udviklere, og den anvendes i et såkaldt peer-to-peer-netværkskonfiguration, dvs. et decentralt datanet, hvor hver computer i datanettet har lige stort ansvar for datanettets funktionalitet.
For at kunne modtage og betale med bitcoin, skal man have en såkaldt pengepung (wallet) installeret på sin computer. Pengepungen implementerer ofte peer-to-peer protokollen og er afhængig af netværket for at fungere. Pengepungen er et program, der giver adgang til en række adresser med hver deres saldo i bitcoin. En pengepung kan også ligge hos forskellige udbydere, hvilket kan sammenlignes med at have penge stående i banken. Alle bitcoin-transaktioner er offentlige og foregår alene mellem to parter ved udveksling af beskeder underskrevet med digitale signaturer, men det er muligt for udbydere at have interne konti og transaktioner som bitcoin-netværket aldrig ser.
En bitcoin-adresse er på 27-34 tegn, og består både af bogstaver og tal som f.eks. 1HB5XMLmzFVj8ALj6mfBsbifRoD4miY36v. Hvis en bruger ønsker at betale med bitcoin, er det nødvendigt at kende betalingsmodtagerens adresse. Overførslen foregår fra brugerens pengepung, hvorfra transaktionen sendes til verificering i netværket. Da bitcoin er uden central autoritet, er det op til den enkelte bruger at bestemme, hvor mange verificeringer der skal til, før transaktionen anses for afsluttet.
Alle pengetransaktioner er offentlige og foregår alene mellem to parter ved udveksling af beskeder underskrevet med digitale signaturer. Man skal holde forbindelsen mellem sin adresse og sin identitet hemmelig, hvis man vil bruge bitcoin anonymt. For at gøre bitcoin sværere at spore, kan man forvanske deres oprindelse ved at sende dem til en adresse, som modtager fra mange mennesker. Derefter blandes de modtagne bitcoin tilfældigt og distribueres igen. Dette blandingsaggregat kaldes på engelsk en tumbler (en blander). Den kendsgerning, at man ikke nødvendigvis kan knytte adressen, som har modtaget bitcoin, sammen med ejeren af adressen, medfører, at bitcoin kan være attraktiv til nogle kriminelle formål. Bitcoin er derfor nogle gange blevet sat i forbindelse med illegale aktiviteter som f.eks. det sorte online-marked Silk Road.

### Skabelse af nye bitcoin
Nye bitcoin skabes i et netværk på internettet, som er tilgængeligt for alle, via en proces kaldet minedrift (mining). Skabelsen og uddelingen til brugerne sker i praksis tilfældigt, men under anvendelse af væsentlige beregningsressourcer. Jo mere minedrift man driver, desto højere bliver chancen for, at man får gevinst, jf. afsnittet om indsatsbeviskæden forneden. Mængden af nye bitcoin, der skabes, aftager med tiden. Således har systemet en endelig forudbestemt pengemængde (21 millioner). Pengemængden vokser som en geometrisk række hver 210.000. blok (omtrent hvert 4. år); i 2013 vil halvdelen være genereret, og i 2017 vil 3/4 være genereret.
Pengepunge kan man generere selv, og det er derfor let at skille foretagender fra hinanden.
Med sin forudbestemte og endelige pengemængde er systemet baseret på en deflationsøkonomi. Stigende efterspørgsel efter penge kan alene dækkes af stigende værdi per enhed af valutaen. Og systemet er derfor også designet til at brugerne kan dele valutaen op i mindre enheder – helt ned til 8. betydende ciffer. Den mindste enhed kaldes en "satoshi". Det har derfor kun psykologisk betydning, at én bitcoin kan koste tusindvis af kroner: 1.000.000 øre er det samme som 10 tusindkronesedler.

### Bitcoinkurs
Kursen var for 1 bitcoin i 2009 0,0001 USD og i starten af december 2017 kostede en bitcoin i omegnen af 19.000 USD.
Bitcoin har historisk budt på store kursstigninger. Særligt i 2017 har kurven været opadgående. Bitcoins kursstigninger har til tider også været efterfulgt af store fald. Seks gange i løbet af 2017 har kursen på bitcoin faldet med +30 procent. Fem af gangene har kursen efterfølgende steget trecifret.
Under Corona epidemien har vi set Bitcoin fortsætte i en opadgående kurve, og har samtidig ramt nye højder, ved for første gang at bryde 20.000 USD. Den opadgående kurve fortsætter ind i 2021, hvor bitcoin handles for over 60.000 USD i midten af april. Indenfor to måneder derefter har Bitcoin – bl. a. efter Teslas suspendering af Bitcoin som betalingsmiddel og restriktioner i Kina – mistet halvdelen af sin værdi.
Bitcoins kurs er kendt for at være meget volatil. I løbet af få minutter kan prisen på én bitcoin bevæge sig betragteligt. Netop denne volatilitet er blevet kritiseret meget af bl.a. nationalbankdirektør Lars Rohde. Lars Rohde sammenligner bitcoins vilde kursstigninger med tulipanboblen i 1630'erne. Tulipanboblen var præget af stor spekulation, og da boblen sprang i 1637 var folks tulipanløg pludselig mindre værd.
De store daglige kursudsving gør bitcoin ubrugelig som betalingsmiddel. Kursen kan svinge 5-10% om dagen, ligesom aktieindekser som OMX (Nasdaq Nordic). Den store spilleplatform Steam for Bitcoin betalinger tilbage i 2017. Der vedligeholdes dog i 2020 stadig gratis betalingsløsningsinfrastruktur til Bitcoin. Dermed kan man acceptere betalinger uden gebyrer.

## Samfundsmæssige forhold
Bitcoin-systemets relative succes har ført til fremkomsten af en række lignende kryptovalutaer med navne som Litecoin, Peercoin, Dogecoin, Namecoin, Mastercoin og Primecoin. Samtidig vurderer nogle, at det er nogle helt særlige mindre grupper, der tiltrækkes af bitcoin som betalingsmiddel: Teknologientusiaster, der fascineres af de nye digitale muligheder, professionelle spekulanter, der opkøber og gemmer bitcoin for at tjene penge, ideologisk orienterede anarkistisk-liberale, der tiltrækkes af ideen om en ikke-statslig betalingsenhed, samt grupper, der ønsker at færdes og handle på nettet uden overvågning, herunder også kriminelle.
Det danske Finanstilsyn, Nationalbanken og Den europæiske banktilsynsmyndighed EBA har advaret mod brug og handel med bitcoin. Finanstilsynet anser ikke bitcoin for omfattet af den finansielle lovgivning.

### Økonomiske betragtninger
Fremkomsten af bitcoin og andre former for digitale valutaer har fået en række økonomer til at interessere sig for fænomenet. Vurderingen er dog ofte skeptisk eller direkte negativ. Nobelpristageren i økonomi Paul Krugman har således i et berømt blogindlæg "Bitcoin Is Evil" fremført, at en valuta for at fungere ordentligt både skal kunne fungere som et betalingsmiddel og som et stabilt værdiopbevaringsmiddel, og at bitcoin vil få svært ved at opfylde det sidste kriterium, fordi der ikke er nogen centralbank eller offentlig myndighed til at garantere værdien. Økonomiprofessor ved University of California, Berkeley Brad DeLong mener, at bitcoin aldrig kan blive et alment accepteret betalingsmiddel, fordi omkostningerne ved at skabe en bitcoin-klon som Dogecoin o.l. med stort set de samme egenskaber er meget små og den økonomiske tilskyndelse til at gøre det vil være meget stor, hvis bitcoin får en væsentlig udbredelse. Professor Tyler Cowen argumenterede i 2013, at en deflationær økonomi, hvor priserne konstant falder, som bitcoin er designet til at skabe i det lange løb, vil være problematisk. Siden Cowens udtalelse steg Bitcoins kurs over to tusinde procent.

### Analyse fra Nationalbanken
Også Danmarks Nationalbank har undersøgt fænomenet bitcoin i bankens kvartalsoversigt i 1. kvartal 2014. Analysen nævner, at betalinger med bitcoin sammenlignet med andre betalingsformidlingssystemer har lave transaktionsgebyrer, men peger på en række uhensigtsmæssigheder ved bitcoin som betalingsmiddel: De kan kun anvendes få steder, købekraften er meget svingende som følge af de kraftige kursudsving på bitcoin, systemet bygger på en underliggende deflationstendens, anvendelsen er ikke dækket - og derfor heller ikke beskyttet - af lovgivning, f.eks. ved hacker-angreb, og mange mennesker vil formodentlig mene, at betalingen i praksis foregår mere besværligt end ved gængse betalingsmetoder. Derudover mener analysens forfattere, at det vil være vanskeligt at holde omkostningerne ved at benytte bitcoin nede, idet det ligger i metodens konstruktion, at det bliver mere og mere omkostningsfuldt at skabe nye bitcoin. Disse omkostninger skal i sagens natur dækkes ind.

## Strømforbrug
En virkelig betænkelig side ved bitcoin er det enorme forbrug af elektricitet, der går med til at mine. På verdensbasis er der tale om ligeså meget strøm, som Tjekkiet forbruger, dvs. indbyggernes private forbrug og landets industri og erhvervsliv. Der er tale om en forurening i størrelsesorden en million transatlantiske flyrejser. Snart vil man være oppe i ligeså meget strøm til at mine bitcoin som det samlede strømforbrug i Østrig, dvs. en halv pct af verdens strømforbrug. 
Bitcoins energiforbrug forøges med 450 gigawattimer hver dag – tilsvarende Haitis forbrug i et helt år.  De årlige udgifter ved bitcoin-mining blev i november 2017 opgivet til $ 1,5 milliard. 

## Detaljer om transaktioner og minedrift
Indsatsbevis-algoritmen, der udsteder nye bitcoin, er en vigtig del af bitcoin. Hver møntenheds skiftende ejerskab registreres ved hjælp af digitale signaturer. Denne registrering sker i blokkæden (se forneden), og er den eneste offentligt tilgængelige information om Bitcoin. Navne og adresser er således ikke gemt i blokkæden, som gemmer alle transaktioner.
Registreringer af aktuelle bitcoin-transaktioner, der er kendt som en blok, tilføjes til fortegnelse over tidligere transaktioner i blokkæden (block chain).
Adressen er afledt af den offentlige nøgle (public key) til pengepungen. Adressen gengives med grundtallet (radix) 58 for på den måde at gøre adresserne kortere, end hvis der blev brugt f.eks. decimal- eller hexadecimal-gengivelse.
For at få en transaktion distribueret i systemet skal man i praksis betale et transaktionsgebyr. Transaktionsgebyret får minedriveren som belønning for at inkludere transaktionen i den nye blok, der blev fundet. Transaktionsgebyret kaldes også minedriverens afgift (miner's fee).
Den asymmetriske krypteringsalgorithme som bitcoin bruger, er Elliptic Curve DSA, som bygger på, at det er for svært at finde den diskrete logaritme af et tilfældigt elliptisk kurveelement (fra en stor elliptisk kurve) ud fra et offentlig kendt basispunkt.

### Indsatsbevis-algoritmen
Grundlaget for bitcoins transaktionsmekanisme er indsatsbevis-algoritmen. Som indsatsbevis-algoritme (proof-of-work algorithm), bruges hashcash-konceptet, i inkarnation som SHA-256. Da SHA-hashen er kryptografisk pålidelig, kendes intet system for, hvordan man hurtigt finder data som hasher til en given værdi, derfor anses bitcoins for at blive tilfældigt tildelt. Netværket accepterer kun hashes, som er tilpas lave (i hexadecimalgengivelsen vil de have flere nuller foran). For at finde en sådan hash, sætter minedriveren sin datamat til at hashe tilfældig data. Denne proces kaldes minedrift. Netværket justerer sværhedsgraden (antal nullerne) i henhold til omfanget af minedriften.
Indsatsbevis-algoritmen, kombineret med blokkæden, løser et gammelt datalogisk problem: problemet om byzantinsk fejltolerance:
| Citat            | Indsatsbevis-algoritmen er en løsning på de byzantinske generalers problem. Jeg vil hermed forsøge at genformulere det i den kontekst. Et antal byzantinske generaler har alle computere, og vil gætte kongens wi-fi-kodeord ved brug af et brute-force-angreb. De ved, at kodeordet består af et givent antal tegn. Så snart de stimulerer netværket til at generere en pakke, skal de gætte kodeordet på begrænset tid, for at bryde ind og slette deres spor, ellers bliver de opdaget og kommer i knibe. De har kun nok processorkraft til at knække det hurtigt nok, hvis et flertal af dem angriber på samme tid. De er ligeglade med, hvornår angrebet finder sted, bare de alle er enige. Det besluttes at enhver kan bestemme et tidspunkt, og det første tidspunkt der bliver udmeldt, vil være det officielle angrebstidspunkt. Problemet består i at netværket ikke leverer meddelelser omgående, og hvis to generaler udmelder forskellige angrebstidspunkter næsten samtidigt, vil nogle få den ene udmelding først, og andre vil få den anden først. De bruger en indsatsbeviskæde til at løse problemet. Så snart hver general modtager det angrebstidspunkt han hører først, sætter han sin computer til at løse et ekstremt svært indsatsbevis-problem som hasher angrebstidspunktet. Indsatsbevis-algoritmen er så svær, at det forventes at tage dem 10 minutter, selv når de arbejder samtidigt (men uafhængigt), før nogen finder en løsning. Så snart en af generalerne har fundet et indsatsbevis, udmelder han det til netværket, og alle ændrer deres nuværende indsatsbevis-beregnelse til at inkludere dette indsatsbevis i det hash de regner på. Hvis nogen arbejdede på et andet angrebstidspunkt, skifter de til dette, fordi dets indsatsbeviskæde nu er længere. Efter to timer er et angrebstidspunkt blevet hashet i en kæde af 12 indsatsbeviser. Hver general kan, ved bare at verificere sværhedsgraden af indsatsbeviskæden, skønne hvor meget parallel processorkraft der blev brugt per time. Hver general kan også se, at det må have krævet et flertal i netværket at producere *så* meget indsatsbevis i løbet af den tildelte tid. De må alle have set det, da indsatsbeviset er bevis på, at de arbejdede på det. Hvis processorkraften som indsatsbeviset viser, er høj nok til at knække kodeordet, kan de med sikkerhed for succes angribe på det aftalte tidspunkt. | Citat |
| Satoshi Nakamoto | |       |

Indsatsbeviskæden kan gemmes effektivt i et Merkletræ.

### Mineforbund
Hvis sværhedsgraden er høj, kan det tage lang tid at finde en blok. Blokkene belønnes med flere bitcoin. Derfor slår folk sig sammen i mineforbund (mining pools). På den måde får alle hyppigt en lille gevinst, da der oftere vil være nogen i netværket der finder en blok. Mineforbundet kræver naturligvis, at man yder sin andel for at få del i udbyttet.
Kryptomining sammenlignes ofte med udvinding af guld. Der er dog stor forskel på bitcoin-mining og udvinding af guld.
Guld har mange anvendelsesmuligheder. Der anvendes guld i microchips og ledninger, da det har rigtig gode lede-egenskaber. Derudover anvendes det til smykker og dekoration. Bitcoin har ikke nogen anvendelsesmuligheder, ud over brug som betalingsmiddel eller som spekulativ investering.